# Sveta Lucija (država)
Sveta Lucija (angleško Saint Lucia) je otoška država v Malih Antilih v vzhodnem Karibskem morju, na meji z Atlantskim oceanom. Leži severno od otokov države Sveti Vincencij in Grenadine in južno od Martinika.

## Znani prebivalci
- Sir William Arthur Lewis (1915–1991), podjetnik Nobelov nagrajenec za gospodarstvo iz leta 1979.
- Derek Walcott (1930–2017), pisatelj in Literarni nagrajenec leta 1992. (Z njim ima Sveta Lucija ob Ferskih otokih največ Nobelovih nagrajencev na prebivalca.)
- Julian Hunte (* 1940) je bil leta 2003 vodja sekretarariata ZN
- Joseph Marcell (* 1948), britanski igralec s koreninami s tega otoka
- Kenneth Anthony (* 1951), Politik, nekdanji premier vlade Svete Lucije
- Levern Spencer (* 1984), atletinja
- James Justin (* 1998), angleški nogometaš s koreninami iz Svete Lucije
- Julien Alfred (* 2001), atletinja,prvakinja na OI 2024 v Parizu v disciplini teka na 100 metrov

## Zgodovina
Prvi prebivalci otoka, Aravaki, naj bi se prvič naselili leta 200–400 našega štetja. Okoli leta 800 naj bi otok prevzel Kalinago. Francozi so bili prvi Evropejci, ki so se naselili na otoku, in so leta 1660 podpisali pogodbo z domorodnimi Karibci. Anglija je prevzela nadzor nad otokom zgolj tri leta kasneje. V naslednjih letih sta se Anglija in Francija 14-krat bojevali za nadzor nad otokom in vladavina otoka se je pogosto spreminjala. Sčasoma so Britanci leta 1814, po padcu cesarja Napoleona, prevzeli popoln nadzor. Ker je otok tako pogosto prehajal med britanski in francoski nadzor, je bila Sveta Lucija znana tudi kot "Helena Zahoda" po grškem mitološkem liku, Heleni iz Troje.
Reprezentativna vlada je bila uvedena leta 1924, splošna volilna pravica pa je bila vzpostavljena leta 1951.Med letoma 1958 in 1962 je bil otok član Zahodnoindijske federacije. 22. februarja 1979 je Sveta Lucija postala neodvisna država, medtem ko je ostala kot del kraljestva Commonwealtha. Se pravi skupnosti nekdanjih kolonij Velike Britanije.